# Regiment Kurfürst
Regiment Kurfürst (auch „Lehr-Regiment Kurfürst“) war in den Kriegsjahren 1943 bis 1945 der Tarnname für das Kompetenz- und Ausbildungszentrum des deutschen militärischen Geheimdienstes.

## Geschichte
Von der am 1. April 1943 verfügten Herauslösung der Division Brandenburg aus dem militärischen Geheimdienst (Amt Ausland/Abwehr) war das 5. Regiment ausgenommen. Es verblieb zunächst unter dem Namen „(Lehr)Regiment Kurfürst“ bei der Abwehr, bis diese Mitte 1944 vom Reichssicherheitshauptamt (RSHA) vereinnahmt wurde.
Der größte Teil des Amtes Abwehr/Ausland wurde ab 1. Juni 1944 dem Reichssicherheitshauptamt, und zwar dem Auslandsnachrichtendienst Amt VI (Chef: Walter Schellenberg) unter der neuen Bezeichnung „Amt Mil“ (Chef: Oberst i. G. Georg Hansen) und somit der Befehlsgewalt der SS unterstellt, die damit ihren alleinigen Anspruch auf Sabotage und Spionage festigte. Innerhalb des Amt Mil, dem auch das „Regiment Kurfürst“ angehörte, wurden alle sabotagetechnischen Einrichtungen der ehemaligen Abwehr und das zugehörige Personal der Abwehr II in der Mil-D (Chef: Major i. G. Naumann), in der Abteilung Mil D (Chef: Major i. G. Naumann)zusammengefasst.
Das Regiment Kurfürst war keine Truppe im eigentlichen Sinn, sondern vielmehr ein Kartei-Stammregiment, in dem das Personal aktenmäßig verwaltet wurde, die Personen selbst jedoch bei den verschiedensten Truppenteilen und an allen Fronten verstreut für Einzel- und Kleinkommando-Spezialaufgaben abkommandiert waren. Im Regiment Kurfürst wurden auch alle Ausbilder und Lehrer der Abwehrkampfschule Quenzsee bei Brandenburg geführt, sowie andere hoch qualifizierte Spezialisten und Fachleute, die für die Rekrutierung und Ausbildung von Spionen, Sabotage- und Sonderkampftruppen eingesetzt werden konnten. Eigene operative Kampfeinsätze wurden vom Regiment Kurfürst nicht durchgeführt. Im heutigen Fachterminus würde man das Regiment Kurfürst als das „Kompetenzzentrum“ der Abwehr bezeichnen. Noch nach Kriegsende waren die „Kurfürsten“ als Spezialisten sehr begehrt und wurden von den Siegermächten für eigene Dienste umworben (z. B. von den USA unter dem Begriff Operation Brandy). Ein Angehöriger des Regiments war beispielsweise der Kampfschwimmer-Ausbilder Alfred von Wurzian.
In dem Lehr-Regiment lief der größte Teil der Ausbildungslehrgänge des militärischen Geheimen Meldedienstes, und zwar Lehrgänge für Nachwuchsoffiziere auf dem Gebiet des Meldedienstes und des Offensivdienstes, Lehrgänge für „Abwehrgehilfen“ beider Sparten, Offiziersbewerberlehrgänge, Sonderlehrgänge für Sabotage und Zersetzung.
Hauptinhalte der zumeist 6-wöchigen Lehrgänge waren Weltanschauung und Geschichte, Auslandskunde, Geheimer Meldedienst. Es sollten auch Exkursionen durchgeführt werden, wie etwa zu einem Kriegsgefangenenlager (Luckenwalde) sowie einem Konzentrationslager.
Mitte 1944 zog das Regiment Kurfürst mit der neuen Abteilung Mil D von Brandenburg in das Schloss Solms von Baruth/Mark (Tarnname Belinde) 60 Kilometer südlich von Berlin. Im Herbst 1944 zog dann das Regiment Kurfürst um nach Kamenz bei Dresden. Die dort ausgebildeten Spezialagenten hatten zur Tarnung in ihrem Soldbuch den Eintrag „Nachrichten-Ersatz-Abteilung Meise“.
Leiter der Agentenschule in Kamenz war ein Major Meyer und dessen Stellvertreter ein Hauptmann Novotnik.